# José Antonio Díez Arriola
José Antonio Díez Arriola (Castro Urdiales, 13 de agosto de 1982) es un ciclista profesional español. Ganó varias carreras nacionales de ciclo-cross. A nivel internacional compitió entre 2011 y 2013 cinco veces en la Copa del Mundo de Ciclocrós, con el puesto 34 como mejor resultado.

## Palmarés
1. 2003: 1° Ciclocross de Zeberio (ESP)
2. 2004: 1° Ciclocross de Camp de Mirra (ESP)
3. 2005: 1° Ciclocross de Medina de Pomar (ESP)
4. 2005: 1° Ciclocross de Polanco (ESP)
5. 2006: 1° Ciclocross de Rasines (ESP)
6. 2006: 1° Ciclocross de Asterria (ESP)
7. 2006: 1° Ciclocross de Treto (ESP)
8. 2006: 1° Ciclocross de Ermua (ESP)
9. 2006: 1° Ciclocross de Rada (ESP)
10. 2006: 1° Ciclocross de Solares (ESP)
11. 2006: 1° Ciclocross de Ramales (ESP)
12. 2014: 1º Ciclocross de Bérriz (ESP)
13. 2014: 1º Ciclocross de Treto (ESP)